# Say (singel Johna Mayera)
Say to piosenka napisana i skomponowana przez Johna Mayera do filmu Roba Reinera "Choć goni nas czas". Say jest pierwszym i dotychczas jedynym komercyjnym utworem Mayera, który nie pojawił się na żadnym albumie studyjnym i został załączony jedynie do wydania specjalnego albumu Continuum. Jednocześnie Say uzyskał najwyższe notowania na amerykańskich listach przebojów ze wszystkich utworów Mayera i jako singel zdobył status platyny. W 2009 Mayer otrzymał za Say Grammy w kategorii Best Male Pop Vocal Performance in nominację do Grammy w kategorii Best Song Written for a Motion Picture, Television or Other Visual Media.